# 格狀天花板

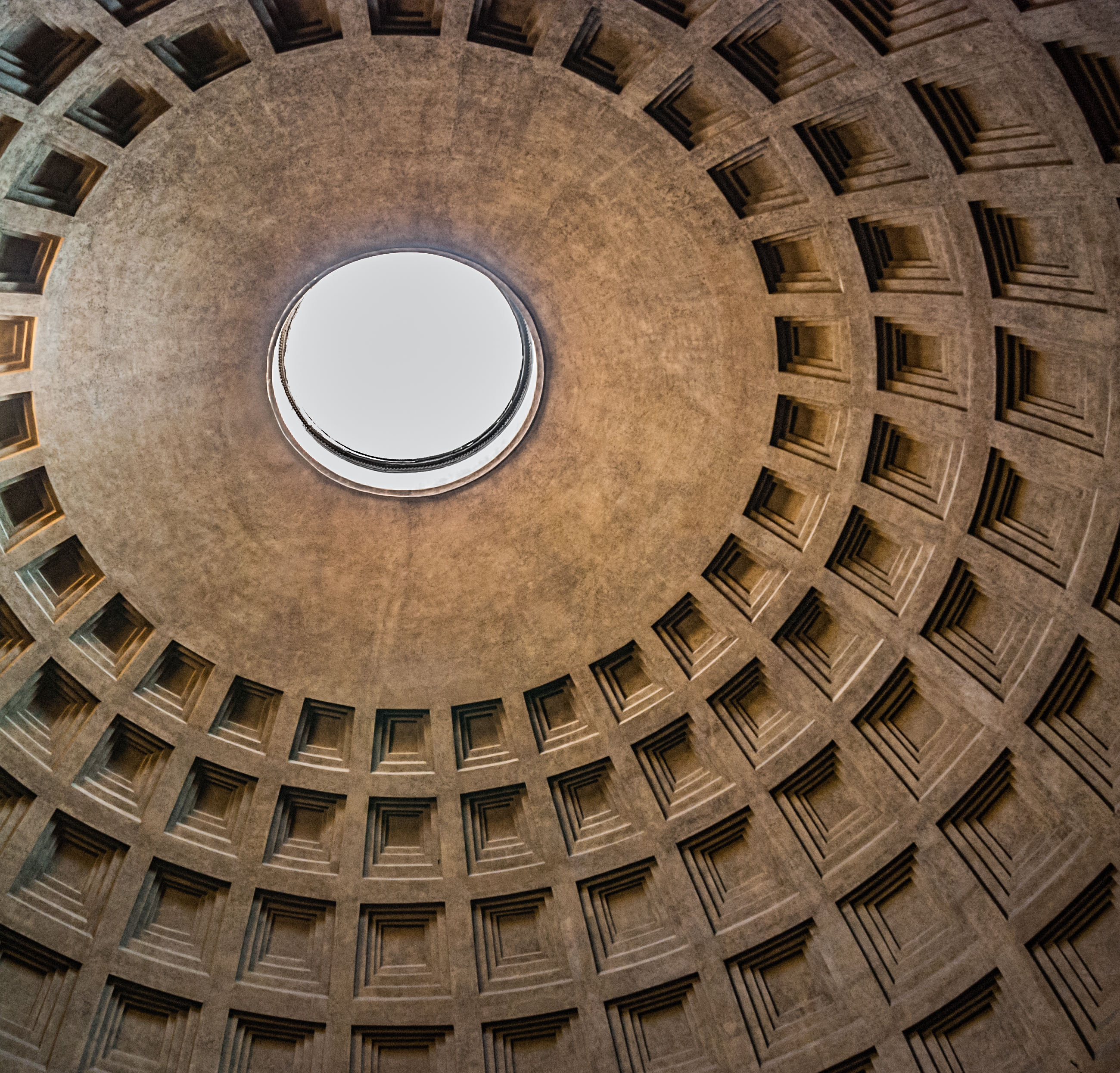
萬神殿（羅馬）的格狀天花板

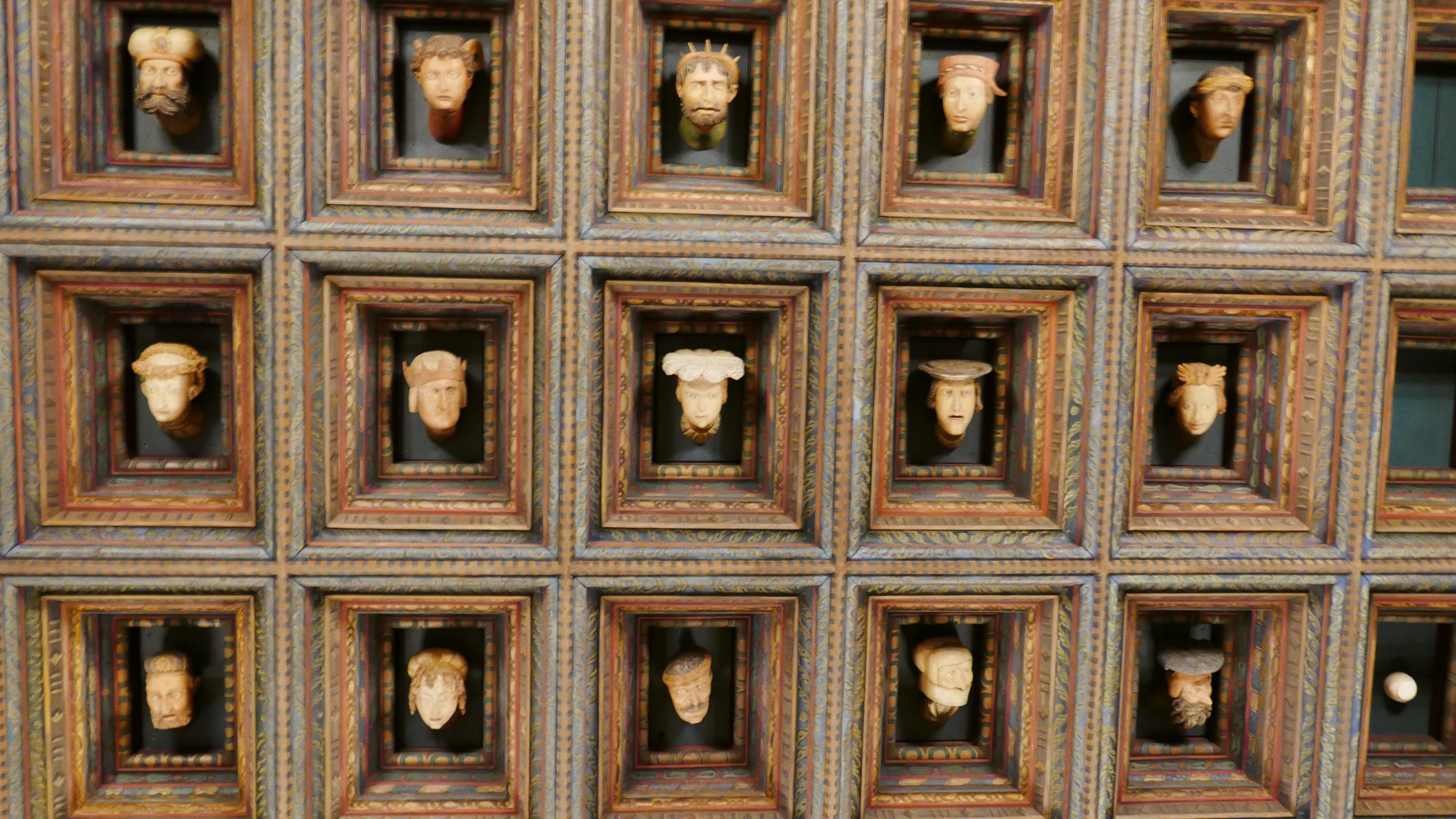
瓦維爾城堡（克拉科夫）帶人頭雕刻的格狀天花板

格狀天花板（英語：或）於建築學上是指天花板、拱腹、或拱頂中，成系列正方形、長方形、或八邊形的沉陷式面板。  這些沉陷式面板通常用以裝飾天花板或拱頂，也稱沉箱（“盒式”）或空腔（lacunar，“空的、開口式”），故格狀天花板亦可稱之為空腔天花板（lacunar ceiling）：其結構的強度取決於框住每個格子的框架。

## 歷史
古希臘和古羅馬的石質方格天花板是現存的最古老樣本。但在聖朱利安諾墓地裡，一處公元前七世紀自軟質凝灰岩挖出的伊特拉斯坎墓室中復刻了格狀天花板，上有交叉的橫樑，中間填塞平板。數世紀以來，一般認為木質方格一開始是以天花板上交叉的木樑形成，首見於文藝復興早期於羅亞爾河谷 (傳統地區)的法式城堡中。但在2012年，佩卡德人文研究所的考古學家在赫庫蘭尼姆古城的Telephus故居發現，早在羅馬時期即已建有木製的格狀天花板。解決數學上的密鋪問題以找出格子的可能形狀是伊斯蘭建築和文藝復興建築的特徵。縮減格子尺寸的這種複雜問題在拱頂和穹頂的曲面表層上尤為明顯。
羅馬式格子的顯例，用以減輕穹頂的重量者，即羅馬萬神殿圓形大廳圓頂的天花板。
自聖馬爾谷聖殿宗主教座堂和聖母大殿開始，大教堂即已用上格狀天花板，到特利騰大公會議之後開始風行。格狀天花板不僅能改善聲學效果，還能以花式構造容納雕像、使徒紋章、外加其他的宗教性要素，提升教派教義的宣教效果。。

## 亞洲建築
以中國古代木造建築而言，這就是藻井。

## 照片

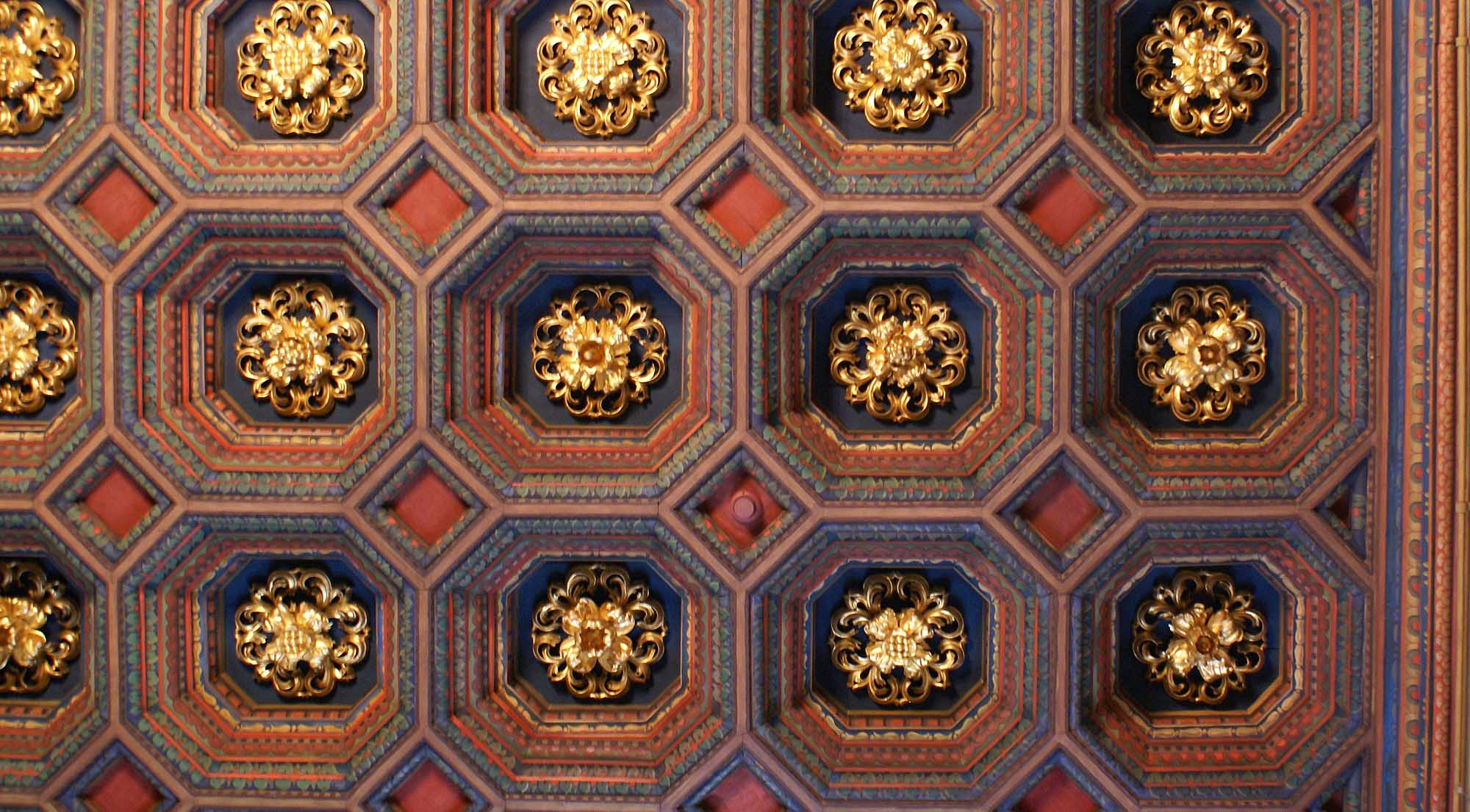
波蘭克拉科夫瓦維爾城堡的格狀天花板
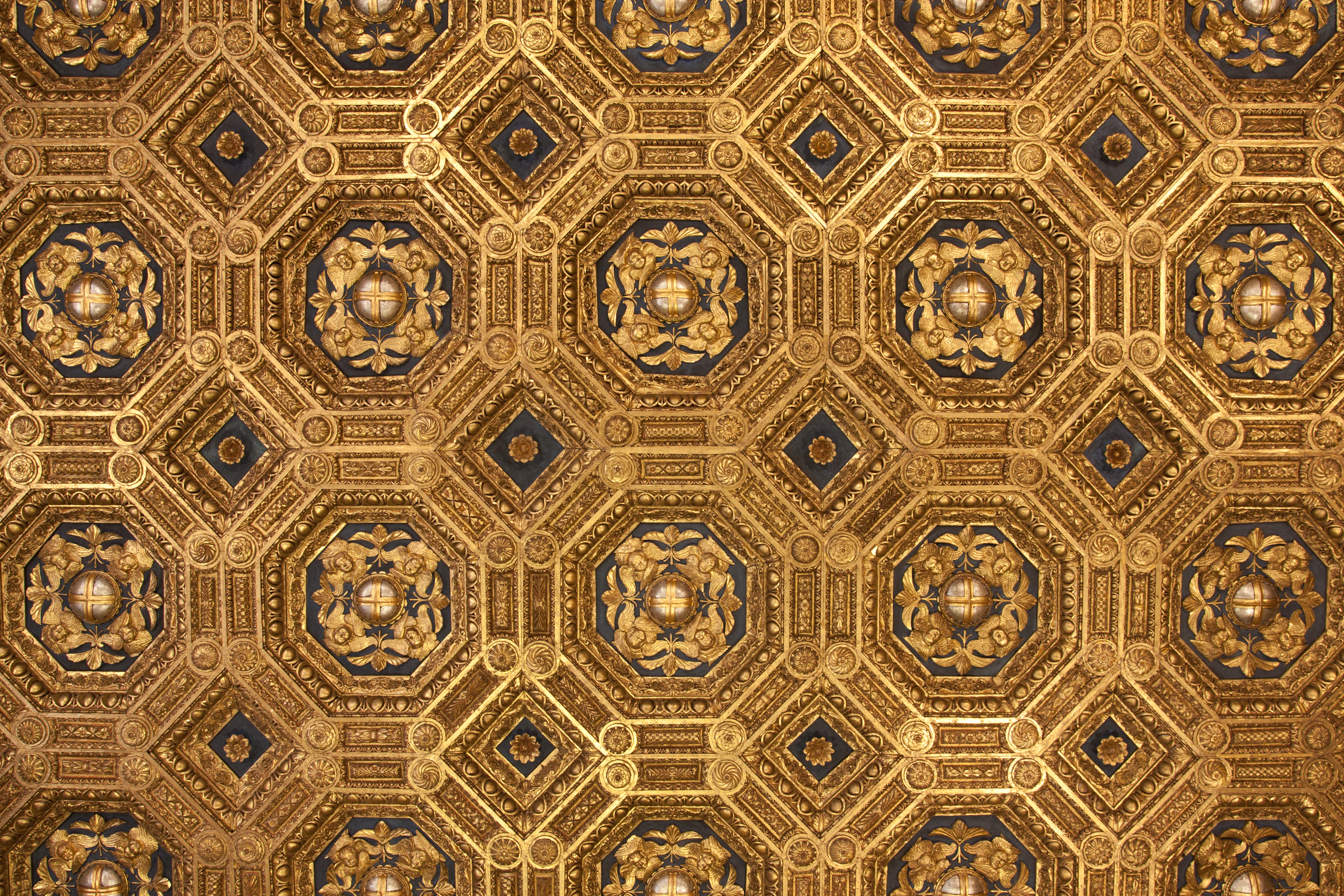
舊宮 (佛羅倫斯)內Sala dell'Udienza的格狀天花板
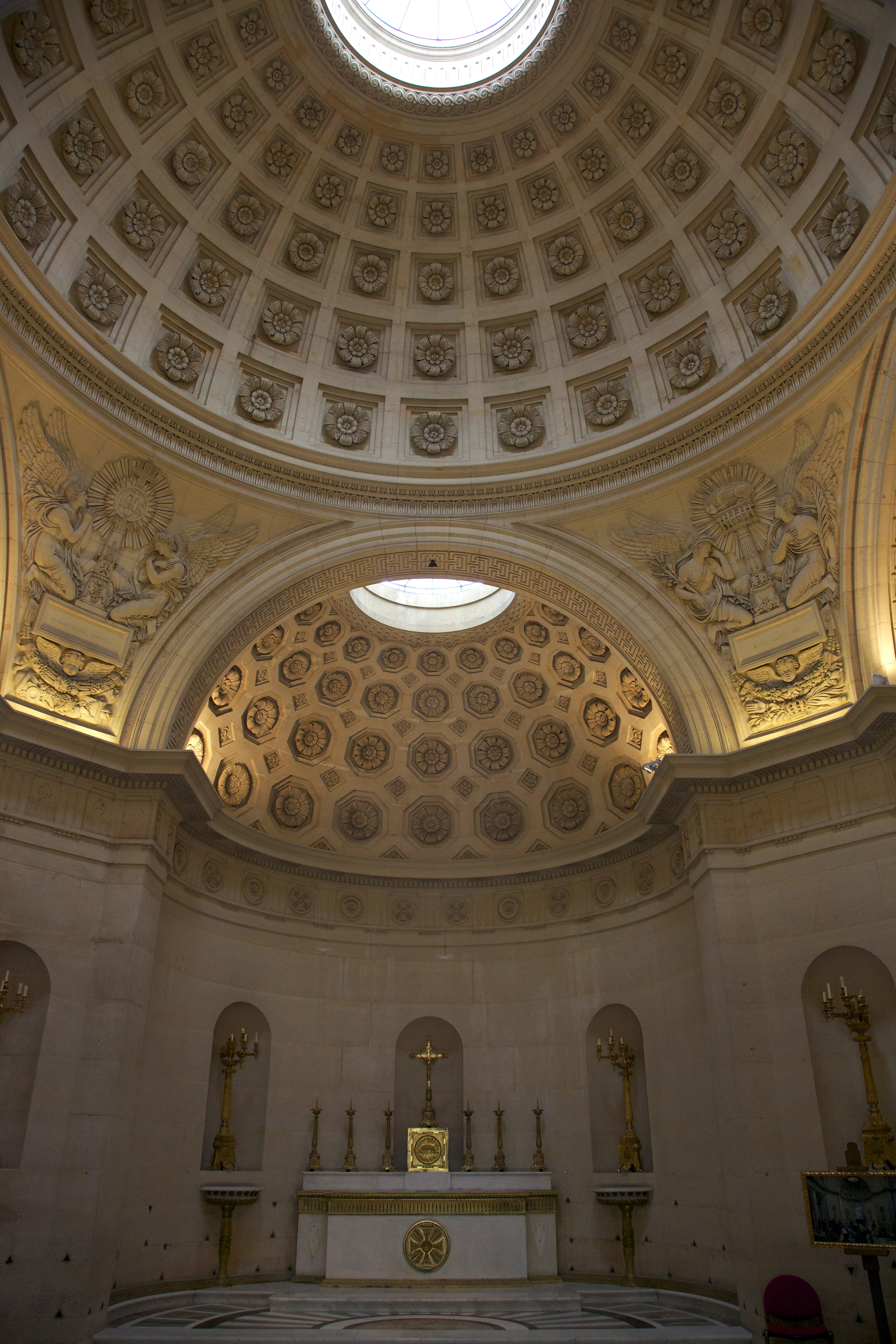
巴黎贖罪禮拜堂
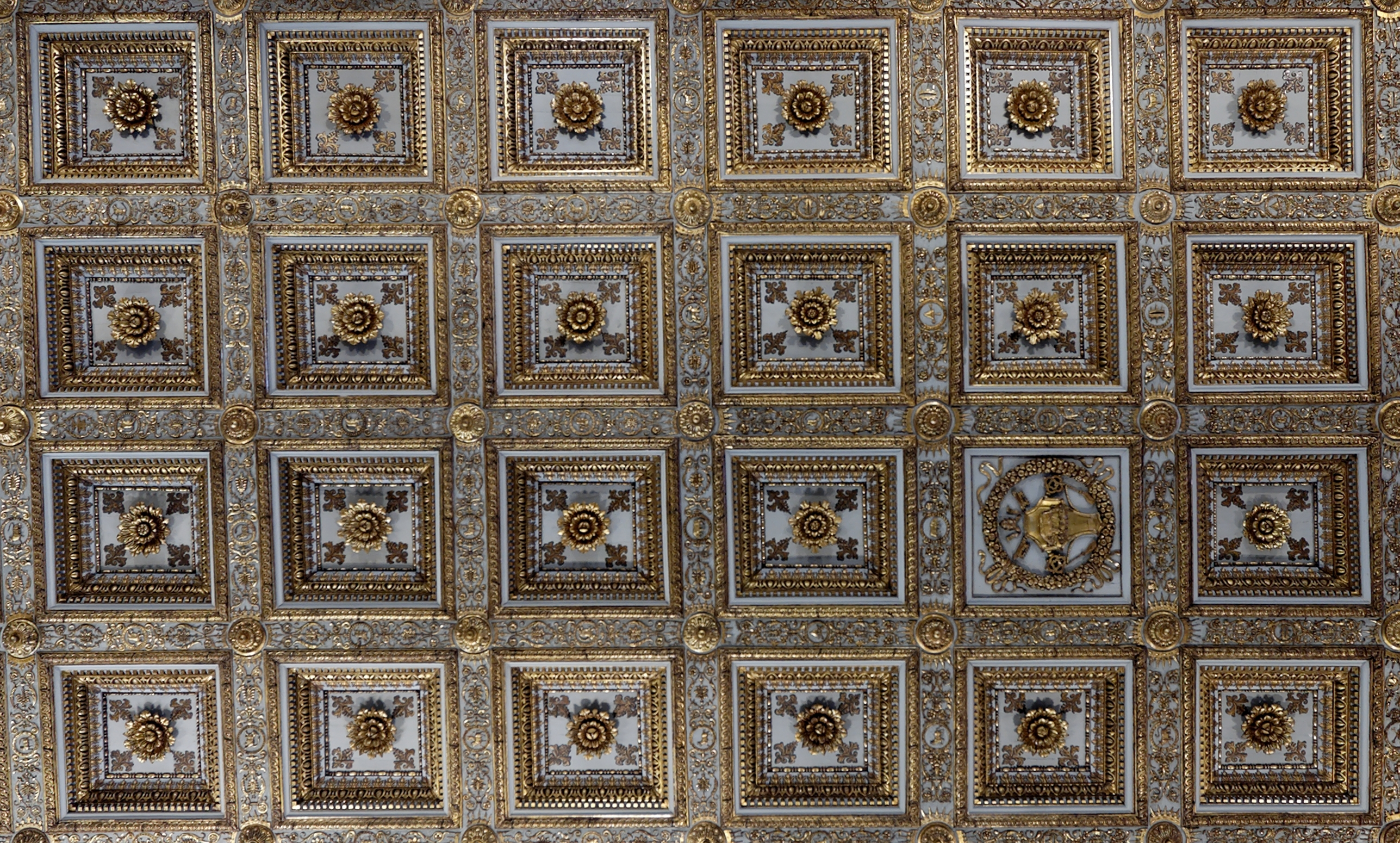
朱利安諾·達·桑嘉洛（英语：Giuliano da Sangallo）的沉箱天花板，在羅馬的聖母大殿上
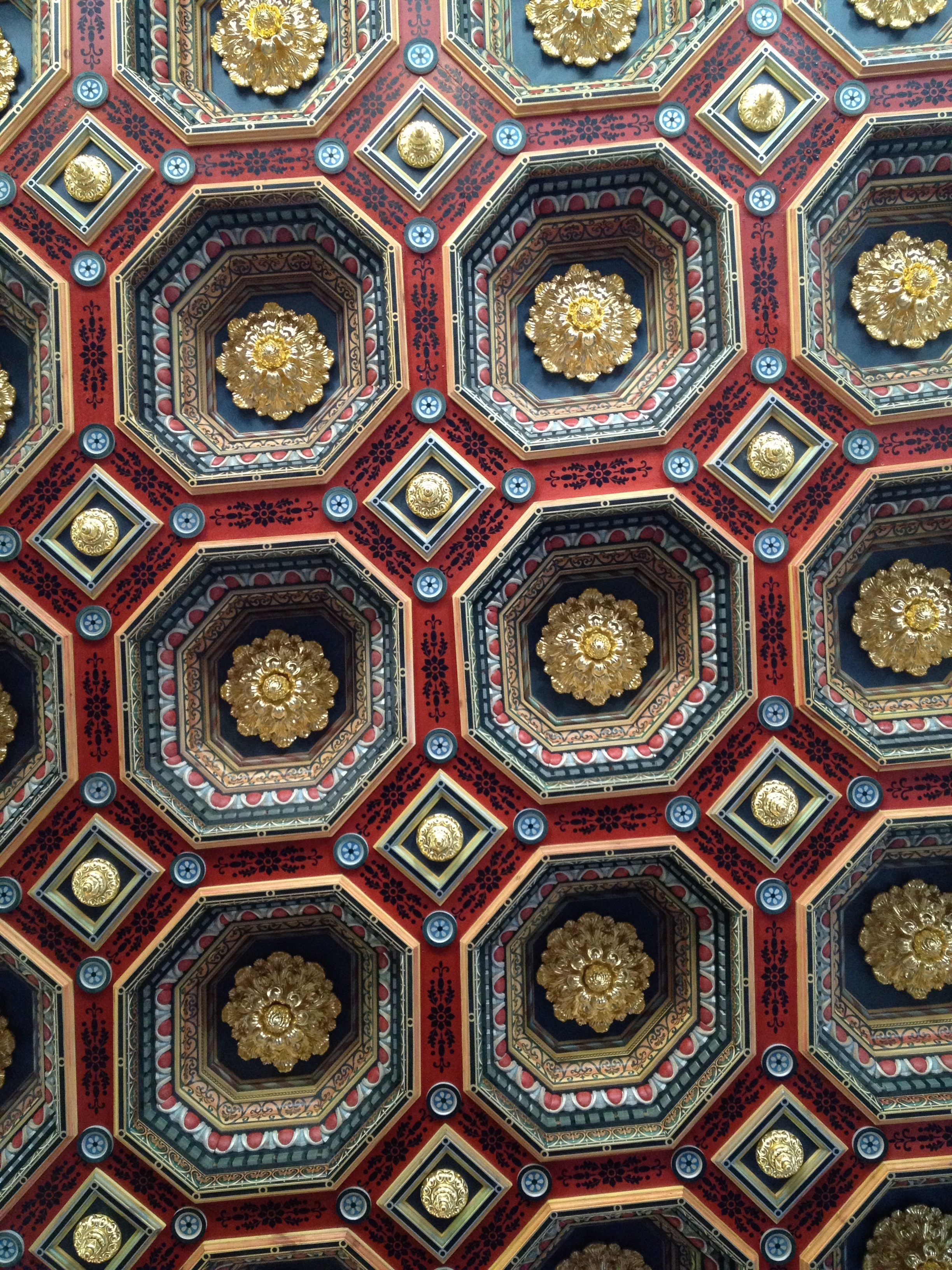
白俄羅斯米爾城堡群的格狀天花板
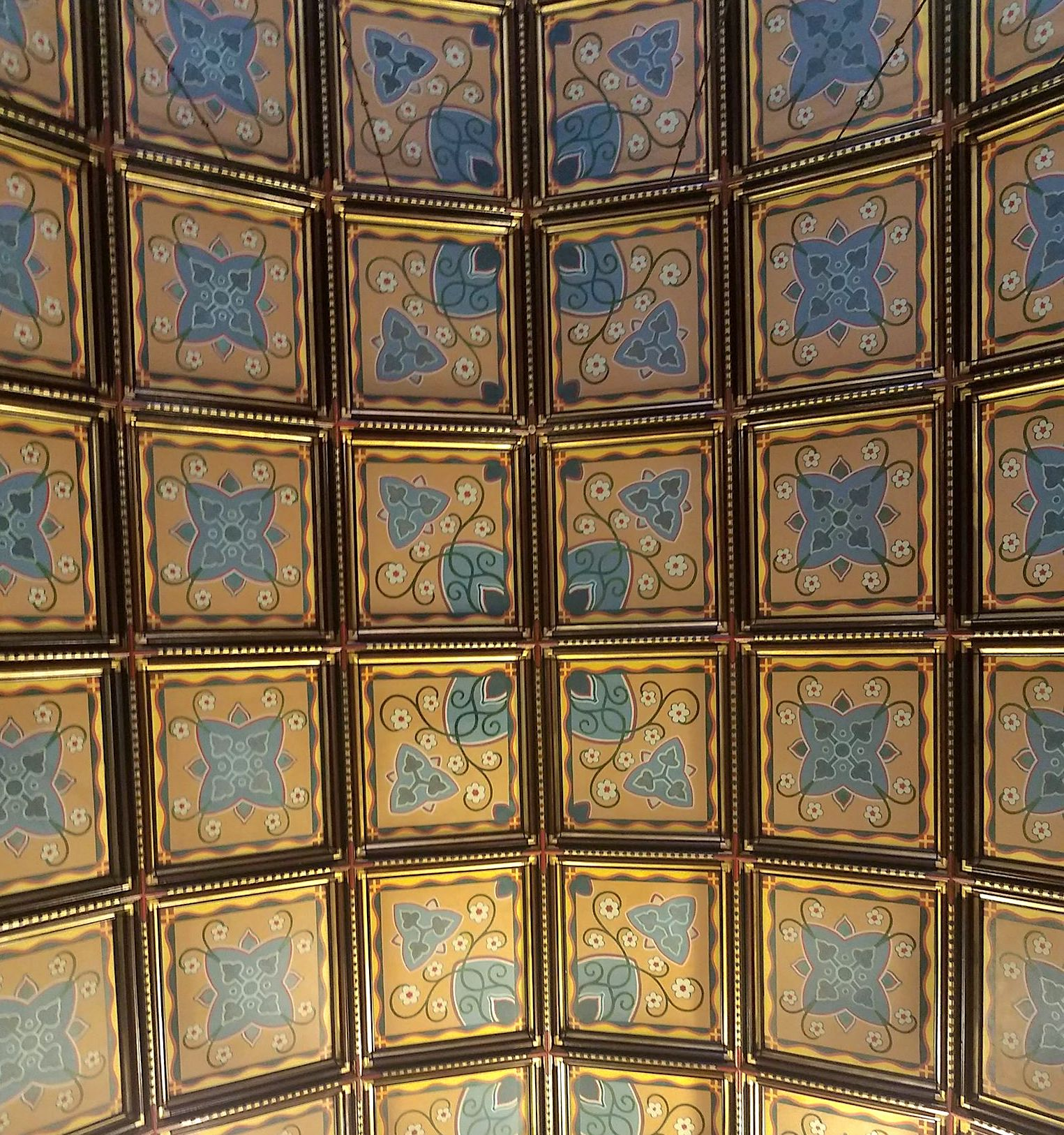
賓州羅斯蒙特好牧者教堂（英语：Church of the Good Shepherd (Rosemont, Pennsylvania)）祭壇上方天花板
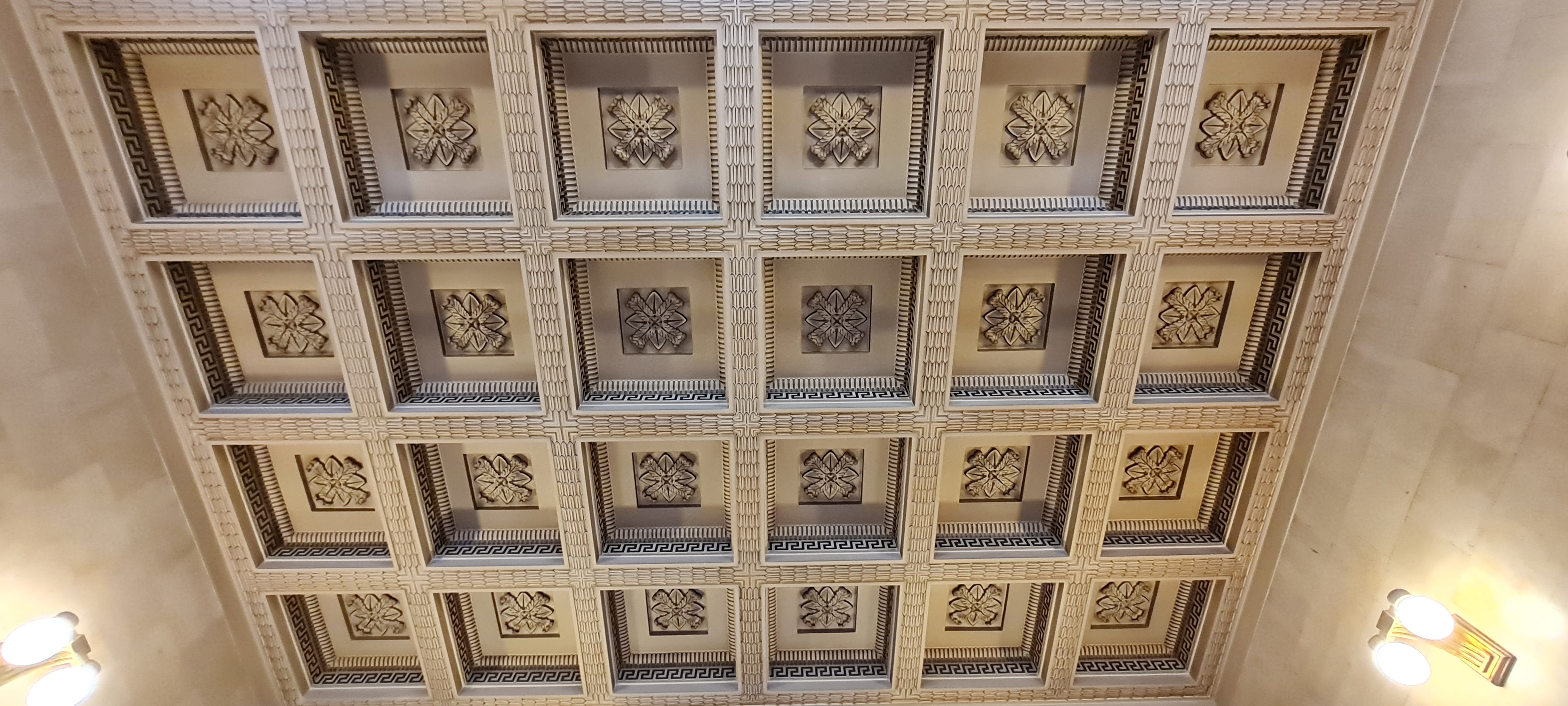
札格瑞布證券交易所的格狀天花板
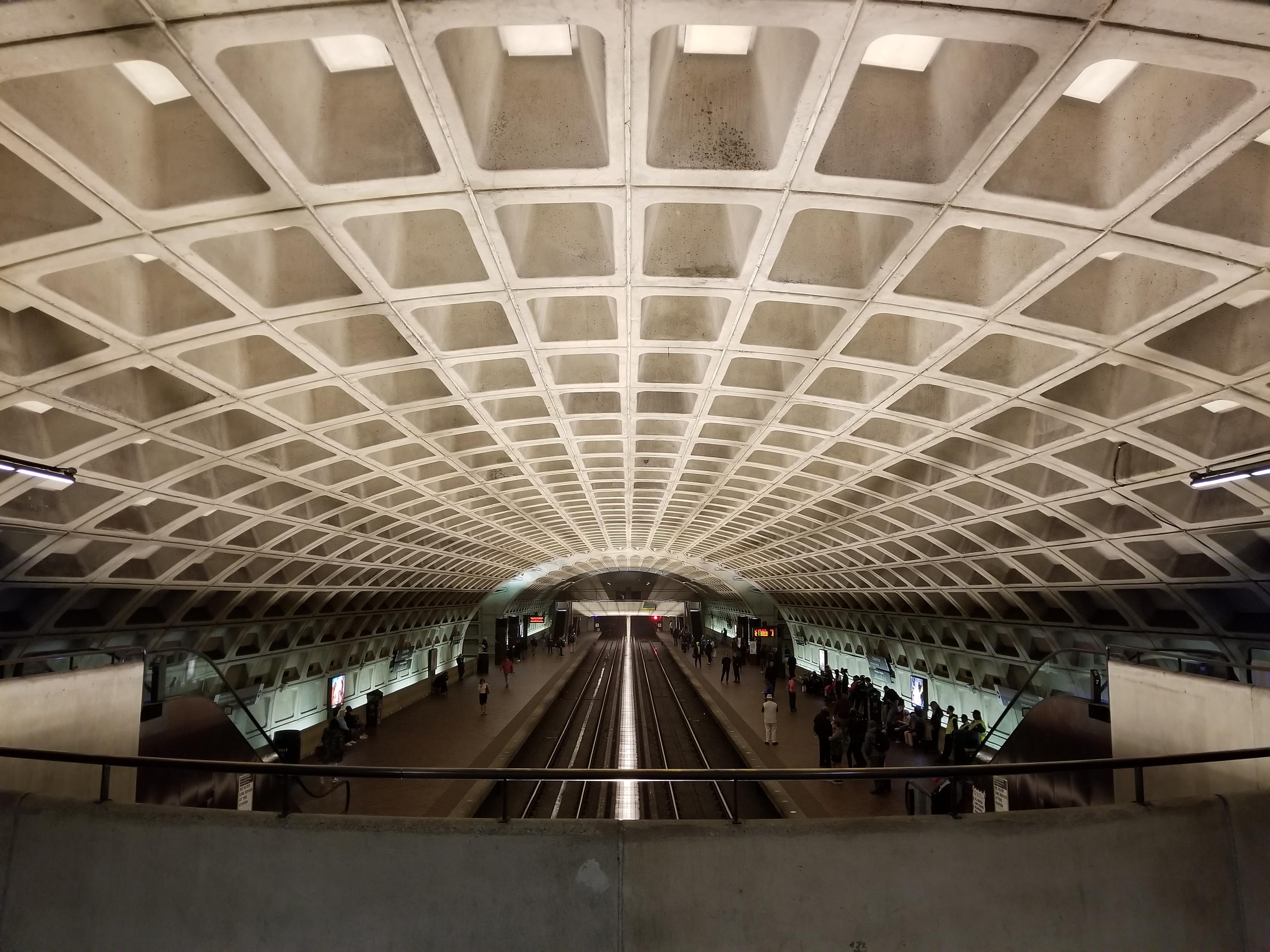
華盛頓地鐵站典型的格狀天花板（位於哥倫比亞特區）

## 外部連結
- U.S. National Capitol